# Соколовац (Хрватска)
Соколовац је насељено место и седиште општине у Копривничко-крижевачкој жупанији, Хрватска. До територијалне реорганизације у Хрватској налазио се у саставу бивше велике општине Копривница.

## Становништво
На попису становништва 2011. године, општина Соколовац је имала 3.417 становника, од чега у самом Соколовцу 464.
| Попис 2011.‍   | Попис 2011.‍ | Попис 2011.‍ | Попис 2011.‍ | Попис 2011.‍ |
| ------------- | ----------- | ----------- | ----------- | ----------- |
|               |             |             |             |             |
| Хрвати        | Хрвати      |             | 2.917       | 85,37%      |
| Срби          | Срби        |             | 440         | 12,88%      |
| остали        | остали      |             | 60          | 1,75%       |
| укупно: 3.417 |             |             |             |             |

На попису становништва 1991. године, насељено место Соколовац је имало 547 становника, следећег националног састава:
| Попис 1991.‍  | Попис 1991.‍  | Попис 1991.‍ | Попис 1991.‍ | Попис 1991.‍ |
| ------------ | ------------ | ----------- | ----------- | ----------- |
|              |              |             |             |             |
| Хрвати       | Хрвати       |             | 296         | 54,11%      |
| Срби         | Срби         |             | 180         | 32,90%      |
| Југословени  | Југословени  |             | 26          | 4,75%       |
| Словенци     | Словенци     |             | 2           | 0,36%       |
| Муслимани    | Муслимани    |             | 1           | 0,18%       |
| неопредељени | неопредељени |             | 27          | 4,93%       |
| регион. опр. | регион. опр. |             | 1           | 0,18%       |
| непознато    | непознато    |             | 14          | 2,55%       |
| укупно: 547  |              |             |             |             |